# Kamimura Yuji
Yuji Kamimura (sinh ngày 16 tháng 3 năm 1976) là một cầu thủ bóng đá người Nhật Bản.

## Sự nghiệp câu lạc bộ
Yuji Kamimura đã từng chơi cho Omiya Ardija.